# Ṁ
Cette page contient des caractères spéciaux ou non latins. S’ils s’affichent mal (▯, ?, etc.), consultez la page d’aide Unicode.
Ṁ (minuscule : ṁ), appelé M point suscrit, est une lettre additionnelle latine, utilisée dans certaines romanisations ALA-LC, BGN/PCGN ou dans l’ISO 15919. Elle était utilisée dans l’écriture de l’irlandais mais a été remplacé par le digramme ‹ mh ›.
Il s’agit de la lettre M diacritée d’un point suscrit.

## Utilisation
Dans la romanisation ALA-LC du maldivien, ‹ ṁ › est utilisé pour translittérer le nūnu ‹ ނ › en position médiane et sans sukun, par exemple dans ‹ އަނގަ › aṁga ou ‹ ހަނދު › haṁdu.
Dans la romanisation ISO 15919 de la devanagari et d’autres écritures indiennes, ‹ ṁ › est utilisé pour translittérer l’anusvāra. D’autres systèmes de transcription utilisent ‹ ṃ › avec un point souscrit.
La notation {\displaystyle {\dot {m}}} est fréquemment utilisée en sciences physiques pour indiquer un débit massique, le point signifiant une dérivation par rapport au temps.

## Représentations informatiques
Le M point suscrit peut être représente avec les caractères Unicode suivants :
- précomposé (latin étendu B) :

| formes    | représentations | chaînes de caractères | points de code | descriptions                            |
| --------- | --------------- | --------------------- | -------------- | --------------------------------------- |
| capitale  | Ṁ               | Ṁ                     | U+1E40         | lettre majuscule latine m point en chef |
| minuscule | ṁ               | ṁ                     | U+1E41         | lettre minuscule latine m point en chef |

- décomposé (latin de base, diacritiques) :

| formes    | représentations | chaînes de caractères | points de code | descriptions                                        |
| --------- | --------------- | --------------------- | -------------- | --------------------------------------------------- |
| capitale  | Ṁ               | M◌̇                    | U+004D U+0307  | lettre majuscule latine m diacritique point en chef |
| minuscule | ṁ               | m◌̇                    | U+006D U+0307  | lettre minuscule latine m diacritique point en chef |

## Sources
- (en) « Divehi », dans ALA-LC Romanization Tables: Transliteration Schemes for Non-Roman Scripts, Library of Congress et American Library Association, 2012 (lire en ligne)